# Irene Strube
Irene Strube (* 11. März 1929 als Irene Gruhne) ist eine deutsche Chemikerin und Naturwissenschaftshistorikerin.
Irene Strube legte 1947 ihr Abitur ab und studierte anschließend bis 1953 Chemie. Schon 1951 wurde sie Hilfsassistentin und 1953 Diplom-Chemikerin sowie Dozentin für Chemie an der Arbeiter-und-Bauern-Fakultät der Universität Rostock. 1956 folgte eine planmäßige Wissenschaftliche Aspirantur bei Robert Havemann an der Humboldt-Universität zu Berlin, später bei Gerhard Harig an der Karl-Marx-Universität Leipzig (KMU). 1960 stieg sie in Leipzig zur Wissenschaftlichen Assistentin auf. Im Dezember des Jahres erfolgte die Promotion bei Harig und Havemann über das Thema Der Beitrag Georg Ernst Stahls (1659–1734). Zur Entwicklung der Chemie. Wissenschaftliche Oberassistentin wurde Strube 1966. 1977 erfolgte die Promotion B mit der Arbeit Zur Entwicklung und zu den Wechselbeziehungen von chemischer Wissenschaft und chemischer Produktion in der Zeit der Industriellen Revolution und der vollen Herausbildung des Kapitalismus, insbesondere in Deutschland. Ab 1980 war sie Dozentin am Karl-Sudhoff-Institut für Geschichte der Medizin und der Naturwissenschaften an der KMU. 1989 wurde sie pensioniert.
Strube hat sich vor allem um die Erforschung der Geschichte der Chemie verdient gemacht. Sie arbeitete unter anderem zu Justus von Liebig und Georg Ernst Stahl und wirkte auch bei Großprojekten der Akademie der Wissenschaften der DDR, etwa dem Lexikon der Antike, mit. Mit ihrem Mann Wilhelm Strube verfasste sie auch ein Kinderbuch zur Geschichte der Naturwissenschaften.

## Schriften
- Bilder chemischer Vergangenheit. Von den Anfängen der Chemie bis zur Erkenntnis des Verbrennungsprozesses, Urania, Leipzig-Jena 1960
- Die Entdeckung des Unsichtbaren, Kinderbuchverlag, Berlin 1962
- Justus von Liebig, Teubner, Leipzig 1973 (Biographien hervorragender Naturwissenschaftler und Techniker, Bd. 12)
- Georg Ernst Stahl, Teubner, Leipzig 1984 (Biographien hervorragender Naturwissenschaftler und Techniker, Bd. 76)
- Geschichte der Chemie. Ein Überblick von den Anfängen bis zur Gegenwart (mit Rüdiger Stolz und Horst Remane), DVW, Berlin 1986 ISBN 3-326-00037-5
- Bekenntnisse zum Frieden. Naturwissenschaftler und Mediziner des 20. Jahrhunderts im Kampf um Frieden und Abrüstung (Hrsg.), Akademie, Berlin 1989 ISBN 3-05-500610-0